# Horní Bludovice
Horní Bludovice é uma comuna checa localizada na região de Morávia-Silésia, distrito de Karviná‎.